# Auckland
Auckland (wym. [ˈɔːklənd]; maor. Tāmaki-makau-rau) – miasto w Nowej Zelandii, położone w północno-zachodniej części Wyspy Północnej, między dwiema zatokami Oceanu Spokojnego: Manukau Harbour na zachodzie i Hauraki na wschodzie. Jest największym miastem w państwie, mieszka w nim 1 467 800 osób (ok. 29% ludności państwa) na obszarze 559,2 km², natomiast w regionie Auckland obejmującym również rozległe przedmieścia zamieszkuje 1 642 800 osób na obszarze 4894 km². Auckland to najważniejszy ośrodek gospodarczy, kulturalny i naukowy Nowej Zelandii.

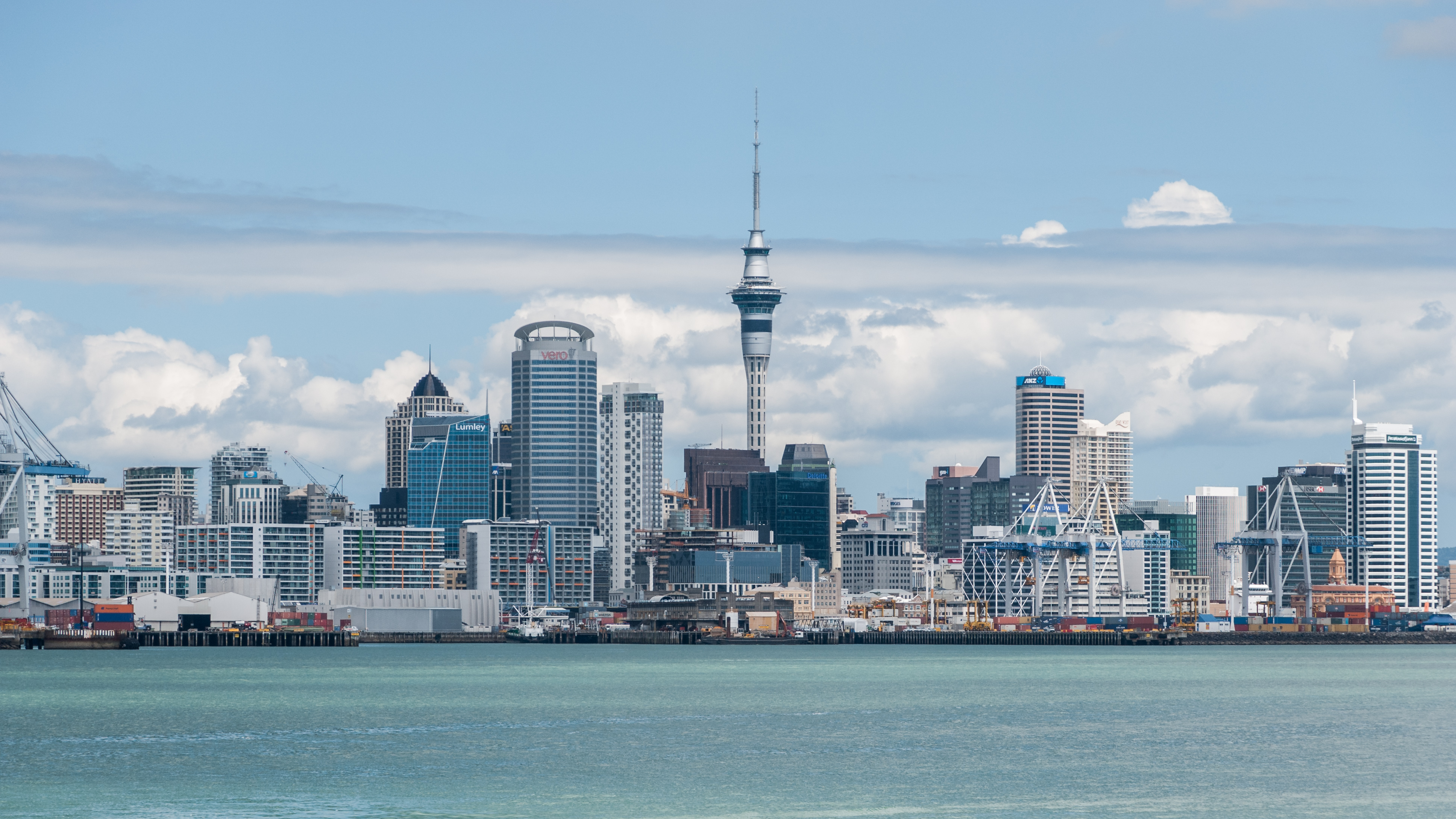
Centrum miasta

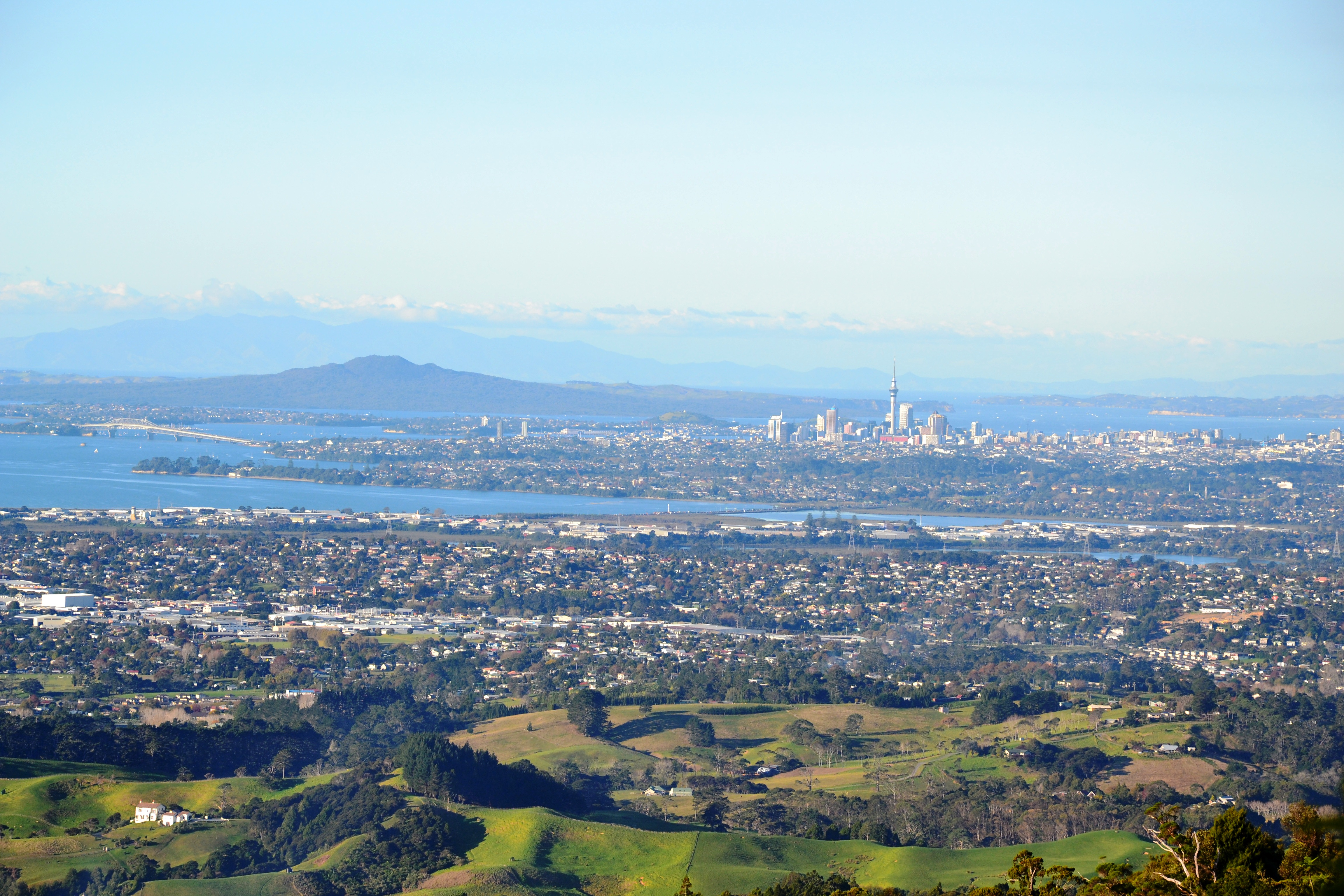
Aglomeracja Auckland

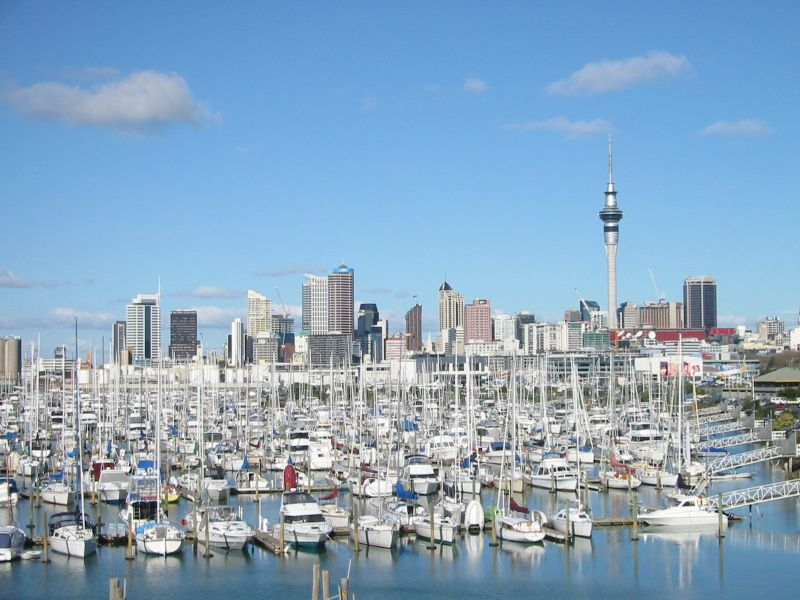
Port jachtowy

## Geografia
Auckland jest położone nad Zatoką Hauraki w Górach Hunua u podnóża wygasłego wulkanu Eden (196 m n.p.m.). Okoliczne wzgórza pokryte są lasem deszczowym, a w okolicach miasta znajdują się 53 śpiące wulkany. Centrum miasta znajduje się na przesmyku między Portem Manukau na Morzu Tasmana i Portem Waitemata na Oceanie Spokojnym.

## Historia
Szacuje się, że populacja Maorysów na obszarze przesmyku przed przybyciem Europejczyków liczyła około 20 000 ludzi. Na miejscu dzisiejszego miasta Auckland znajdowała się w pierwszej połowie XIX wieku osada wielorybników. Konflikt o ziemię pomiędzy Europejczykami i Maorysami doprowadził do wojny w połowie XIX wieku. Miasto zostało założone przez Brytyjczyków w 1840 roku. Od tego czasu było stolicą brytyjskiej kolonii, aż do roku 1865. Oficjalnie prawa miejskie zostały nadane od roku 1871.

## Populacja
Populacja Auckland ma pochodzenie głównie europejskie, choć odsetek ludności azjatyckiej lub innej spoza Europy wzrósł w ostatnich dziesięcioleciach znacznie z powodu imigracji i zniesienia ograniczeń bezpośrednio lub pośrednio ze względu na rasę. Imigracja do Nowej Zelandii jest silnie skoncentrowana na Auckland (częściowo z powodów związanych z rynkiem pracy). Ta silna koncentracja na Auckland sprawiła, że służby imigracyjne przyznały dodatkowe punkty w związku z wymogami wizowymi dla osób zamierzających przeprowadzić się do innych części Nowej Zelandii. Imigracja z zagranicy do Auckland jest częściowo równoważona przez emigrację netto ludzi z Auckland do innych regionów Nowej Zelandii, głównie Waikato i Zatoki Obfitości.
Auckland jest zamieszkiwane przez największą społeczność Polinezyjczyków na świecie.

## Klimat
Auckland leży w strefie klimatu subtropikalnego typu oceanicznego. Charakteryzuje się umiarkowanie ciepłym latem i łagodnymi, wilgotnymi zimami. Dzienne temperatury maksymalne wahają się od ok. 15 °C w lipcu i sierpniu do 24 °C w lutym. Najwyższą zanotowaną temperaturę zarejestrowano w lutym i wynosiła ona 30,5 °C, natomiast najniższa zanotowana temperatura wynosiła -3,9 °C.
| Miesiąc | Sty  | Lut  | Mar  | Kwi  | Maj  | Cze  | Lip  | Sie  | Wrz  | Paź  | Lis  | Gru  | Roczna |
| --- | ---- | ---- | ---- | ---- | ---- | ---- | ---- | ---- | ---- | ---- | ---- | ---- | ------ |
| Średnie temperatury w dzień [°C]                                                                                   | 23.1 | 23.7 | 22.4 | 20.1 | 17.7 | 15.5 | 14.7 | 15.1 | 16.5 | 17.8 | 19.5 | 21.6 | 19,0   |
| Średnie dobowe temperatury [°C]                                                                                    | 19.1 | 19.7 | 18.4 | 16.1 | 14.0 | 11.8 | 10.9 | 11.3 | 12.7 | 14.2 | 15.7 | 17.8 | 15,2   |
| Średnie temperatury w nocy [°C]                                                                                    | 15.2 | 15.8 | 14.4 | 12.1 | 10.3 | 8.1  | 7.1  | 7.5  | 8.9  | 10.4 | 12.0 | 14.0 | 11,3   |
| Opady [mm] | 73   | 66   | 87   | 99   | 113  | 126  | 145  | 118  | 105  | 100  | 86   | 93   | 1211   |
| Średnia liczba dni z opadami                                                                                       | 8.0  | 7.1  | 8.4  | 10.6 | 12.0 | 14.8 | 16.0 | 14.9 | 12.8 | 12.0 | 10.3 | 9.3  | 136    |
| Wilgotność [%] | 79   | 80   | 80   | 83   | 86   | 90   | 89   | 86   | 81   | 79   | 77   | 78   | 82     |
| Średnie usłonecznienie [h]                                                                                         | 229  | 195  | 189  | 157  | 140  | 110  | 128  | 143  | 149  | 178  | 188  | 197  | 2003   |
| Źródło: NIWA (liczba dni z opadami dla wartości 1 mm, wysokość 7 m n.p.m., nad zatoką, 25 km od oceanu, 1981-2010) |      |      |      |      |      |      |      |      |      |      |      |      |        |

| Sty  | Lut  | Mar  | Kwi  | Maj  | Cze  | Lip  | Sie  | Wrz  | Paź  | Lis  | Gru  | Rok  |
| ---- | ---- | ---- | ---- | ---- | ---- | ---- | ---- | ---- | ---- | ---- | ---- | ---- |
| 20,2 | 21,2 | 20,9 | 19,6 | 18,0 | 16,4 | 15,1 | 14,6 | 15,0 | 15,6 | 16,9 | 18,4 | 17,7 |

## Atrakcje turystyczne
- Auckland Civic Theatre – Teatr o znaczeniu międzynarodowym, zbudowany w 1929 roku, odnowiony w 2000 roku
- Auckland Harbour Bridge – Most łączący centrum Auckland i dzielnicę North Shore, symbol Auckland
- City Hall – Ratusz z 1911 z salą koncertową uznaną za jedną z najlepszych akustycznie na świecie, budynek pełni funkcje administracyjne i rozrywkowe
- Auckland War Memorial Museum – Muzeum w neoklasycystycznym budynku, zbudowane w 1929 roku
- Aotea Square – Duży asfaltowy skwer obok Queen Street, używany do koncertów i spotkań na świeżym powietrzu oraz targów i wieców, może przebywać na nim nawet 20 000 osób
- Aotea Centre – Plac rozrywkowy w centrum miasta
- St. Patrick Cathedral – Katedra z XIX wieku, gotycki budynek odrestaurowany w latach 2003–2007
- Britomart Transport Centre – Węzeł transportu publicznego w centralnej dzielnicy biznesowej oraz północny końcem głównej linii kolejowej Wyspy Północnej North Island Main Trunk Railway
- Eden Park – Główny stadion miasta i częste miejsce rozgrywania meczów drużyny rugby All Blacks i meczów krykieta Black Caps, w tym miejscu odbył się finał Pucharu Świata w rugby 2011
- Karangahape Road – znana jako „K 'Road”, ulica w górnej części centrum miasta z barami, klubami, mniejszymi sklepami
- Kelly Tarlton's Sea Life Aquarium – Akwarium i oceanarium na wschodnich przedmieściach Mission Bay, zbudowane w zestawie dawnych zbiorników do przechowywania ścieków, prezentujące pingwiny, żółwie, rekiny, ryby tropikalne, płaszczki i inne stworzenia morskie
- MOTAT – Muzeum Transportu i Technologii w Western Springs
- Mt Smart Stadium – Stadion wykorzystywany głównie do rozgrywek rugby i piłki nożnej, a także koncertów
- Nowozelandzkie Muzeum Morskie – Zawiera wystawy i kolekcje związane z nowozelandzką historią morską
- Ponsonby – Przedmieście i główna ulica bezpośrednio na zachód od centrum, znana ze sztuki, kawiarni i kultury
- Queen Street – Główna arteria handlowa miasta
- Rainbow’s End – Park rozrywki o powierzchni 9,3 ha, z centrum rozrywkowym dla dzieci w wieku od 8 lat, jest największym parkiem rozrywki w Nowej Zelandii
- Sky Tower – Wieża telekomunikacyjna, najwyższa wolnostojąca konstrukcja na półkuli południowej, ma wysokość 328 m i ma kilka dostępnych dla publiczności poziomów
- Spark Arena (Auckland City Arena) – Scena rozrywkowa na południu miasta, pierwszym koncertem na niej był koncert Rock Star Supernova w 2007 roku
- Wiadukt Basin – Przystań i osiedle mieszkaniowe w centrum Auckland oraz miejsce regat o Puchar Ameryki w 2000 i 2003 roku
- Stary Dom Rządowy – historyczna siedziba gubernatora i rządu Nowej Zelandii

### Atrakcje przyrodnicze
- Auckland Domiain – Najstarszy park w mieście, z 75 ha jest jednym z największych w mieście, zawiera cały krater i większość otaczających go tufów wulkanu Pukekawa
- Maungawhau \ Mount Eden – Stożek wulkaniczny z trawiastym kraterem, najwyższy naturalny punkt przesmyku Auckland, oferujący 360-stopniowe widoki na miasto
- Takarunga \ Mount Victoria – Stożek wulkaniczny z widokiem na centrum miasta
- Maungakiekie \ One Tree Hill – Stożek wulkaniczny, dominujący w panoramie na południowych przedmieściach, z widokiem na oba porty miasta, będący miejscem upamiętnienia przelewu krwi Maorysów, po wycięciu drzewa na szczycie został obelisk
- Rangitoto Island – Wyspa o długości około 5,5 km, będąca wygasłym wulkanem tarczowym, od II wojny światowej jest połączona groblą ze starszą wyspą Motutapu, stanowi wybitny element na wschodnim horyzoncie
- Waiheke Island – Druga co do wielkości wyspa w zatoce Hauraki i znana z plaż, lasów, winnic i gajów oliwnych

## Przemysł
- przemysł stoczniowy
- przemysł metalowy
- przemysł chemiczny
- przemysł spożywczy
- przemysł drzewny
- przemysł samochodowy

## Edukacja
- Uniwersytet Auckland (The University of Auckland) – największy uniwersytet w Nowej Zelandii, założony w 1883
- Auckland University of Technology
- Unitec Institute of Technology
- Auckland College of Education

## Transport
Miejski transport publiczny oparty jest na autobusach, pociągach i promach. Usługi miejskiej komunikacji są świadczone przez różne firmy transportowe, których praca jest koordynowana przez agencję ARTA (Auckland Regional Transport Authority). Port Manukau jest największym portem morskim w kraju. Miasto posiada międzynarodowy port lotniczy, który obsługuje około miliona pasażerów międzynarodowych miesięcznie.

## Miasta partnerskie
Miasta partnerskie Auckland:
- Los Angeles, Stany Zjednoczone (1971)
- City of Brisbane, Australia (1988)
- Kanton Chińska Republika Ludowa (1989)
- Ningbo, Chińska Republika Ludowa (1998)
- Qingdao, Chińska Republika Ludowa (2008)
- Fukuoka, Japonia (1986)
- Kakogawa, Japonia (1992)
- Utsunomiya, Japonia (1982)
- Pusan, Korea Południowa (1996)
- Taizhong, Republika Chińska (1996)

Miasta zaprzyjaźnione:
- Hamburg, Niemcy (2007)
- Galway, Irlandia (2002)
- Nadi, Fidżi (2006)
- Tomioka, Japonia (1983)
- Shiganawa, Japonia (1993)
- Pohang, Korea Południowa (2008)